# ポリテトラメチレンエーテルグリコール
ポリテトラメチレンエーテルグリコール（Poly tetramethylene ether glycol）は、ポリエーテルグリコール。一般的な製品の分子量は1,000から2,000で、20℃前後でワックス状に固化する。
PTMG、PTMEGなどと略され、ポリオキシテトラメチレングリコール（Polyoxy tetramethylene glycol）、ポリテトラヒドロフラン（Poly tetrahydrofuran、PolyTHF）などの名称がある。
テトラヒドロフランを開環重合して合成され、弾性繊維のスパンデックスや、熱可塑性エラストマーなど、ポリウレタンの原料となる。